# Tombstone
Tombstone – miasto w hrabstwie Cochise w Arizonie, USA.

## Demografia
Liczba mieszkańców w roku 2005 wynosiła 1569. W roku 2023 liczba mieszkańców spadła do 1312 osób, a gęstość zaludnienia do 118,2 osoby/km².

## Historia
Miasto powstało w 1879 roku i wzięło nazwę od kopalni srebra należącej do Eda Schieffelina. Ze względu na bogate zasoby srebra Tombstone gwałtownie się rozwijało. W 1881 roku liczyło 1000 mieszkańców. W następnym roku populacja miasteczka przekroczyła 5000. Od tego czasu oscylowała między liczbą 5000 a 15 000.
Miasto szybko zaopatrzone zostało w bieżącą wodę, telegraf i ograniczone usługi telefoniczne, posiadało pralnie, restauracje i hotele prowadzone głównie przez chińskich emigrantów. W kopalniach srebra pracowali emigranci z Europy.
Ze względu na małe ilości wody i kiepską drewnianą zabudowę miasto nawiedzały pożary. Pierwszy większy pożar wybuchł w czerwcu 1881 roku, następny w maju 1882 roku. Ten drugi okazał się dla miasta bardzo niszczący. Zatrzymał on duży boom demograficzny.
Miasto zaczęło szybko podupadać pod koniec lat 80. XIX wieku. Wyczerpywały się złoża srebra, powodując bankructwo kopalń. Wiele z nich zostało zalanych przez wody gruntowe po awariach pomp.